# Nick Gehlfuss
Nicholas Alan "Nick" Gehlfuss (* 21. leden 1985, Cleveland, Ohio) je americký herec. Proslavil se rolí Robbieho Pratta ve čtvrté řadě seriálu stanice Showtime Shameless a rolí Dr. Willa Halsteada v seriálu stanice NBC Chicago Med.

## Životopis
Gehlfuss se narodil v Clevelandu v Ohiu a vyrostl v Little Italy. Na Marietta College získal bakalářský titul v umění a magisterský titul získal na Missourské univerzitě v Kansas City.

## Kariéra
V roce 2014 získal vedlejší roli Robbieho Pratta ve čtvrté řadě seriálu stanice Showtime Shameless. V roce 2015 si zahrál v hororovém dramatu stanice NBC Constantine. Později v roce 2015 byl obsazen do hlavní role Dr. Willa Halsteada v medicínském dramatu Chicago Med. Poprvé byla jeho postava představena v dramatu Chicago P.D. a poté v dramatu Chicago Fire. Díl v seriálu Chicago Fire, sloužila jako backdoor pilot seriálu Chicago Med.

## Osobní život
13. května 2016 si vzal Lilial Matsuda.

## Filmografie
| Rok             | Název                                      | Role                   | Poznámky                             |
| --------------- | ------------------------------------------ | ---------------------- | ------------------------------------ |
| 2007            | Army Wives                                 |                        | díl: „Murder in Charleston“          |
| 2009            | Milionový lékař                            | Lance                  | díl: „Smoke and Mirrors“             |
| 2009            | Sam Steele and the Junior Detective Agency | Martinson Radio (hlas) |                                      |
| 2010            | Rizzoli & Isles: Vraždy na pitevně         | Jack Roberts           | díl: „No One Mourns the Wicked“      |
| 2011            | Dobrá manželka                             | Jesse                  | díl: „Breaking Up“                   |
| 2011            | The Wingman                                | Nick                   | díl: „Nick“                          |
| 2011            | Spravedlnost v krvi                        | Jimmy the Bookie       | díl: „Thanksgiving“                  |
| 2012            | Lovci zločinců                             | Jack Hughes            | díl: „Masquerade“                    |
| 2013            | Slunečno, místy vraždy                     | Randy Dillard          | díl: „Glade-iators!“                 |
| 2013            | Newsroom                                   | Ross Kessler           | vedlejší role, 4 díly                |
| 2013            | In Lieu of Flowers                         | Mitch                  |                                      |
| 2014            | Shameless                                  | Robbie Pratt           | vedlejší role, 6 dílů                |
| 2014            | Longmire                                   | Cameron Maddox         | vedlejší role, 3 díly                |
| 2014            | Murder in the First                        | Mark Strauss           | vedlejší role, 3 díly                |
| 2014            | Constantine                                | Dr. Thomas Galen       | díl: „Angels and Ministers of Grace“ |
| 2014            | Love and Mercy                             | Bruce Johnston         |                                      |
| 2015            | It's Always Sunny in Philadelphia          | Sean                   | díl: „The Gang Group Dates“          |
| 2015            | Power                                      | Lee                    | vedlejší role, 2 díly                |
| 2015            | Záhady hmoty – z čeho je tvořena země      | Glenn Seaborg          | díl: „Into the Atom“                 |
| 2015–současnost | Chicago P.D.                               | Dr. Will Halstead      | vedlejší role                        |
| 2015–současnost | Chicago Fire                               | Dr. Will Halstead      | vedlejší role                        |
| 2015–současnost | Chicago Med                                | Dr. Will Halstead      | hlavní role                          |
| 2016            | Equity                                     | Gabe                   |                                      |